# لانگ کرندون
لانگ کرندون (به انگلیسی: Long Crendon) یک روستا و محله مدنی در بریتانیا است که در الزبری ول واقع شده‌است. لانگ کرندون ۲٬۴۵۱ نفر جمعیت دارد.